# Ellen Pao
Ellen Pao (chinois simplifié : 鲍康如 ; chinois traditionnel : 鮑康如 ; pinyin : Bào Kāngrú) est une juriste et femme d'affaires américaine. Elle est notamment partenaire au sein du cabinet Kleiner Perkins Caufield & Byers puis directeur général par intérim de la société Reddit. Elle est l'objet d'une attention publique et médiatique particulière lorsqu'elle intente, en 2012, un procès pour discrimination et harcèlement sexuel contre son employeur Kleiner Perkins Caufield & Byers.

## Biographie
Pao, avec ses deux sœurs, est née de parents immigrants taïwanais. Son père, Young-Ping Pao, était un professeur à l'Université de New York au Courant Institute of Mathematical Sciences. Elle a vécu à Maplewood, New Jersey,,. Elle parle couramment l'anglais et le mandarin.
Elle fait des études  en Électrotechnique à l'Université de Princeton jusqu'en 1991. Puis elle poursuit à la Faculté de droit de Harvard jusqu'en 1994 et obtient un MBA à l'Harvard Business School en 1998.
De 1994 à 1996, Ellen Pao travaille comme juriste en entreprise à Cravath, Swaine & Moore. En 1998, Pao devient salariée de WebTV. Elle travaille ensuite dans plusieurs entreprises de la Silicon Valley, y compris BEA Systems, jusqu'en 2005, .
En 2005, Pao rejoint Kleiner Perkins, une entreprise de Capital risque établie à San Francisco. En 2007, elle devient membre du réseau de l'Institut Aspen,. Toujours en 2007, elle devient partenaire junior dans son entreprise, avec la possibilité de passer partenaire senior, opportunité qui ne se concrétise pas,. Elle est aidée et encouragée dans son évolution professionnelle par un investisseur américain très connu, John Doerr,.
En mai 2012, Ellen Pao dépose une plainte pour discrimination et harcèlement sexuel contre son employeur. Elle quitte le cabinet de Capital risque le 31 octobre 2012. L'affaire est largement couverte par les médias américains et suscite de nombreux commentaires. Ce procès repose indirectement la question, en dehors du cas  d'Ellen Pao, de savoir pourquoi il y a si peu de femmes dans des postes de direction dans la Silicon Valley. Le 27 mars 2015, le verdict est rendu, favorable sur tous les plans à l'accusée, l'entreprise Kleiner Perkins,. Certains observateurs considèrent cependant que ce procès a participé à libérer la parole des femmes dans les entreprises technologiques,.
Ellen Pao rejoint l'entreprise Reddit en 2013, comme Chief Executive Officer (CEO) en novembre 2014 après la démission de Yishan Wong. L'objectif qui lui est fixé est de trouver le modèle économique pour ce site communautaire sur Internet, qui n'attire pas les annonceurs. Ellen Pao lance des axes de monétisation, mais ses approches se heurtent à une partie de la communauté.
Ce n'est pas le seul changement qu'elle initie. Elle bannit les contenus qualifiés de « revenge porn » (la diffusion de photos pornographiques sans consentement de la personne en photo), elle fait mettre à jour les règles de modération pour mieux lutter contre des cas de harcèlement au sein de sa communauté. Pour autant, elle reste fidèle à la règle de liberté d'expression à laquelle est très attachée la communauté Reddit[réf. nécessaire] : « Nous bannissons les comportements, pas les idées », précise-t-elle. Elle supprime également les négociations salariales à l’embauche qui pénaliseraient les femmes.
Un événement, le renvoi d'une responsable de la communication, déclenche une vague d'indignation parmi les modérateurs du site. Ils se manifestent en rendant privés plusieurs subreddits (tels que Iama, science, funny, diy etc.). Forums perturbés, pétition géante contre Ellen Pao, insultes sexistes à son égard et menaces : la réaction de la communauté provoque son départ et le retour de l'ancien Pdg et cofondateur du site, Steve Huffman,.
En novembre 2015, Pao annonce qu'elle travaille sur l'écriture de ses mémoires. En 2017 elle publie, Reset: My Fight for Inclusion and Lasting Change,. Le livre a été présélectionné pour le Financial Times Award et le McKinsey Business Book of the Year Award de 2017. En 2018 Shondaland, la société de production de Shonda Rhimes, annonce qu'elle produira dans le cadre de son partenariat avec Netflix une série inspiré de son livre et son combat contre la discrimination et harcèlement sexuel dans la Silicon Valley.
En 2021, au milieu du procès pour fraude de l'ancienne PDG de Theranos, Elizabeth Holmes, Ellen Pao écrit dans le New York Times qu'il peut être vrai à la fois que Holmes « devrait être tenue responsable de ses actes » et que les PDG masculins ne sont généralement pas tenus responsables de leurs erreurs de jugement, et de leurs actes répréhensibles, pointant du doigt le sexisme toujours présent dans les hautes sphères de la Silicon Valley. À titre d'exemples, elle a cité le rôle de Facebook dans la facilitation du génocide des Rohingyas et la gestion de la « propagande anti-vaccination » sous la direction de Mark Zuckerberg, et de nombreux scandales chez Uber sous la direction de Travis Kalanick.